# Andrej Lavrov
Andrej Sergejevič Lavrov (Rusky: Андре́й Серге́йович Лавро́в) (* 26. března 1962 Krasnodarsk, Sovětský svaz) je ruský házenkář.
Během zahajovacího ceremoniálu Letních olympijských her 2000 v Sydney byl vlajkonošem ruské výpravy.

## Vyznamenání
- Řád Za zásluhy o vlast IV. třídy – Rusko, 9. června 2001 – za velký přínos k rozvoji tělesné kultury a sportu, za vysoké sportovní úspěchy na XXVII. letních olympijských hrách v roce 2000 v Sydney[1]
- Řád cti – Rusko, 31. srpna 1998 – za zásluhy o rozvoj tělesné kultury a sportu[2]
- Řád přátelství – Rusko, 18. února 2006 – za velký přínos k rozvoji tělesné kultury a sportu a za vysoké sportovní úspěchy[3]
- Zasloužilý mistr sportu Ruska
- Zasloužilý mistr sportu SSSR – 1988